# Chatsworth (Los Angeles)
Pour les articles homonymes, voir Chatsworth.
Chatsworth est un quartier de la ville de Los Angeles en Californie situé dans la vallée de San Fernando.

## Galerie

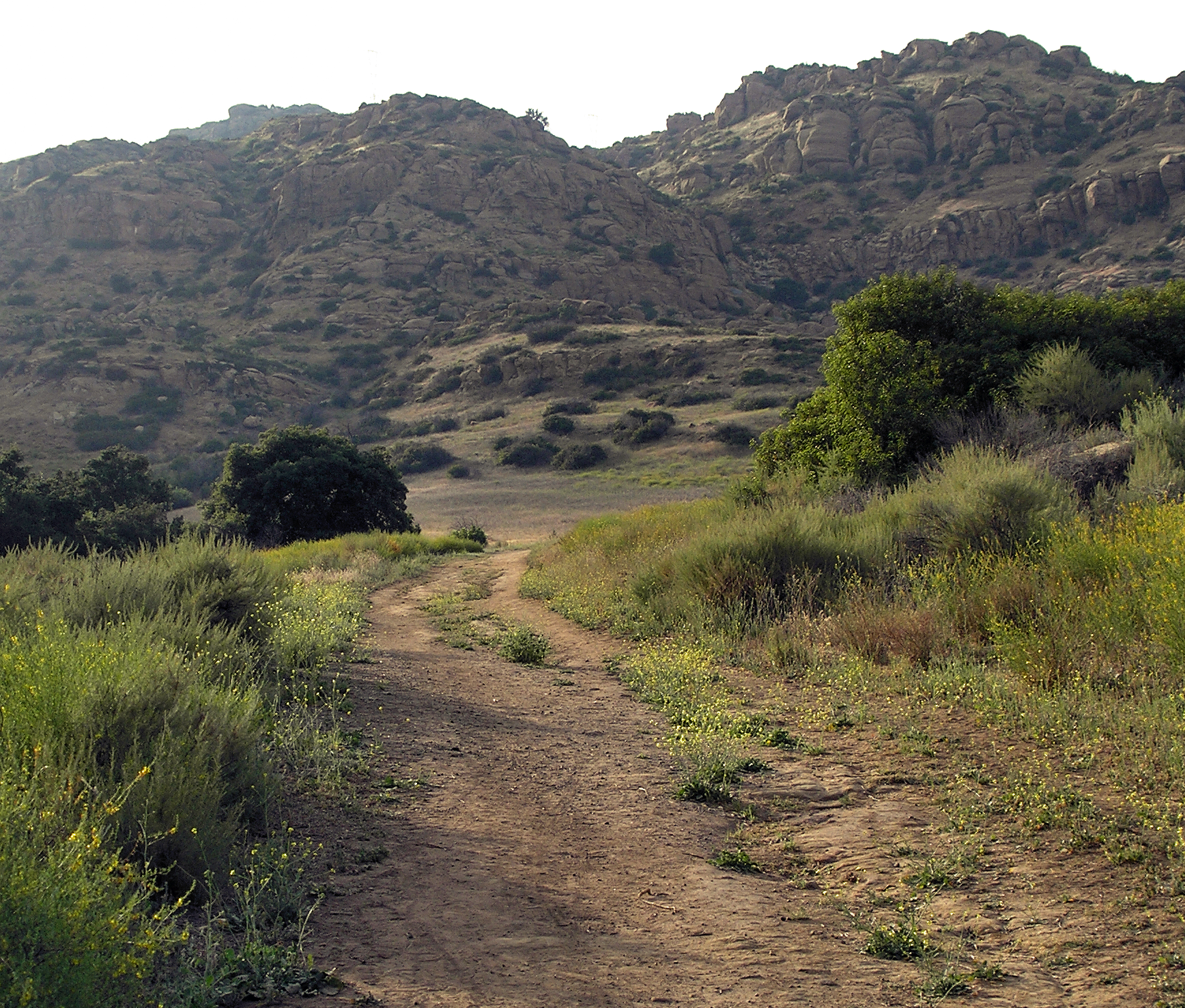
Ancienne piste de diligence du col de Santa Susana.
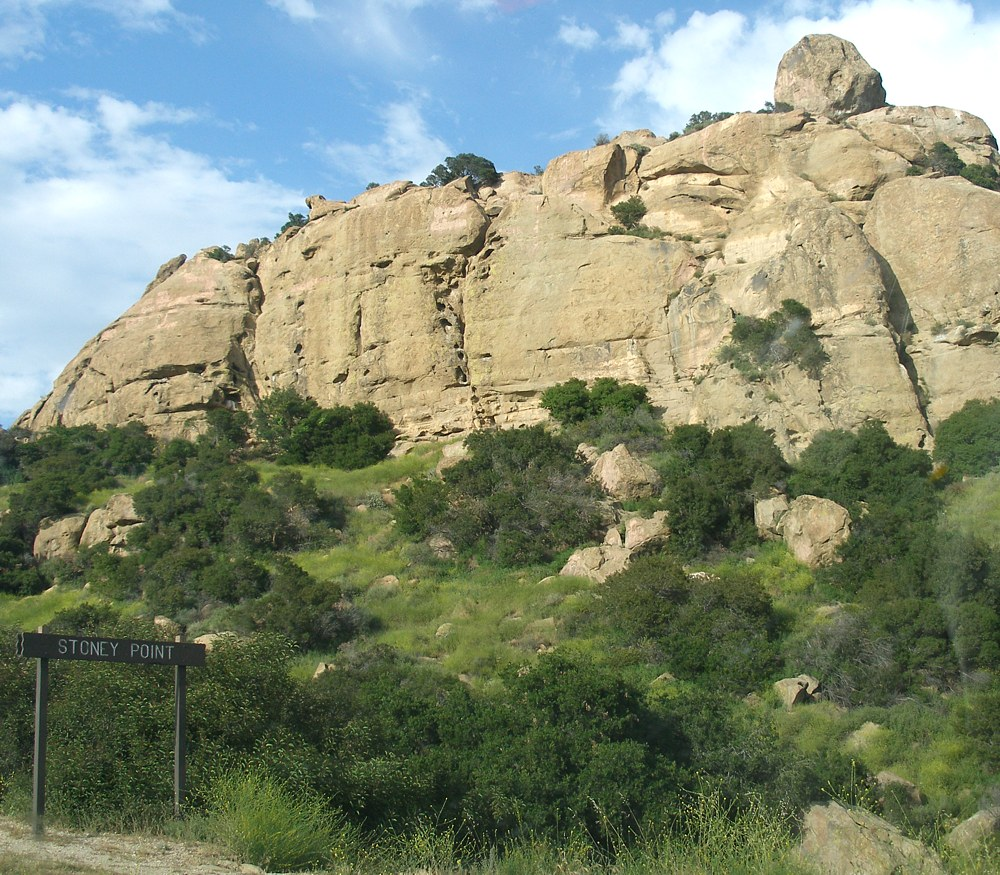
Stoney Point.
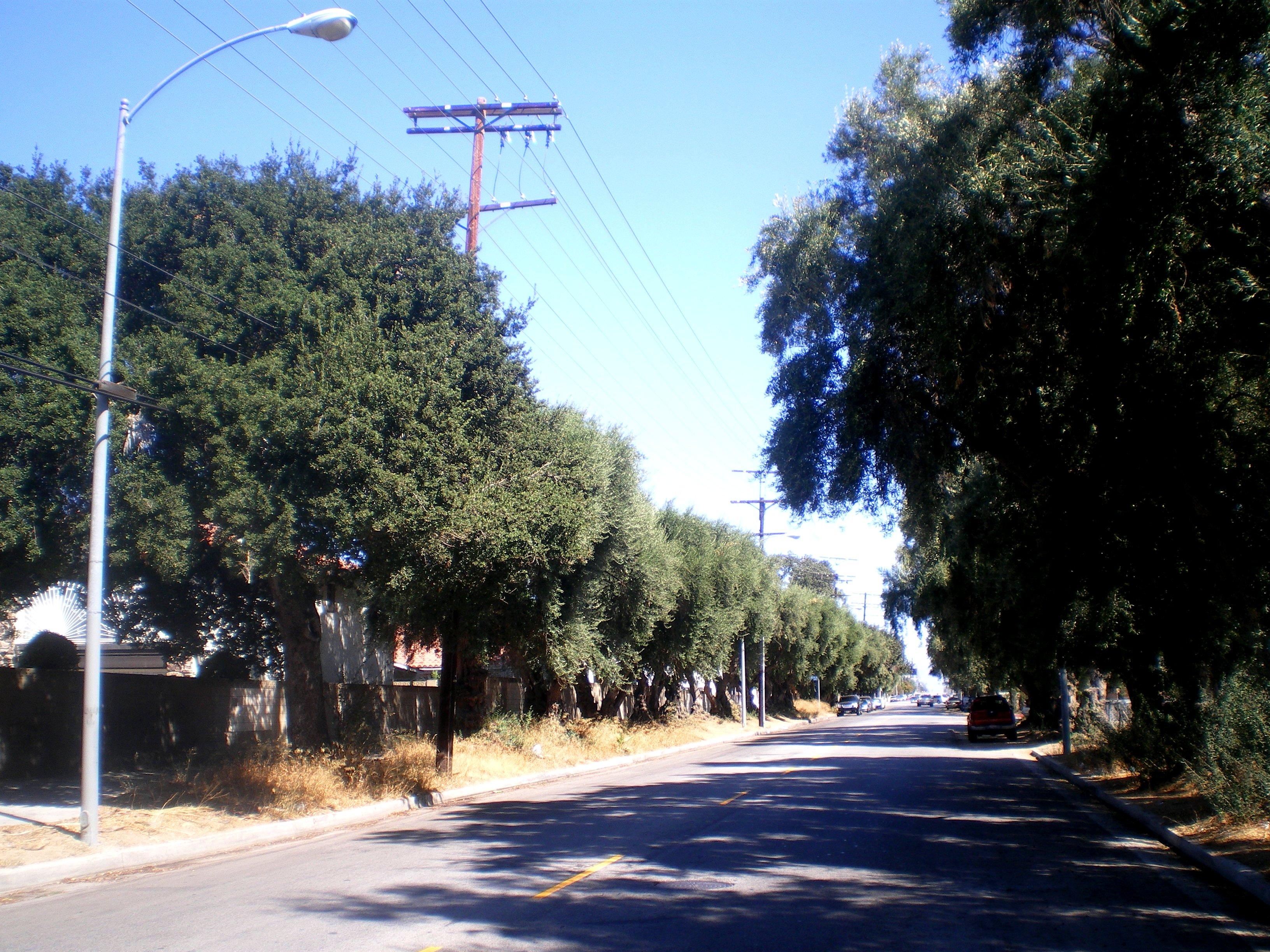
Oliviers.
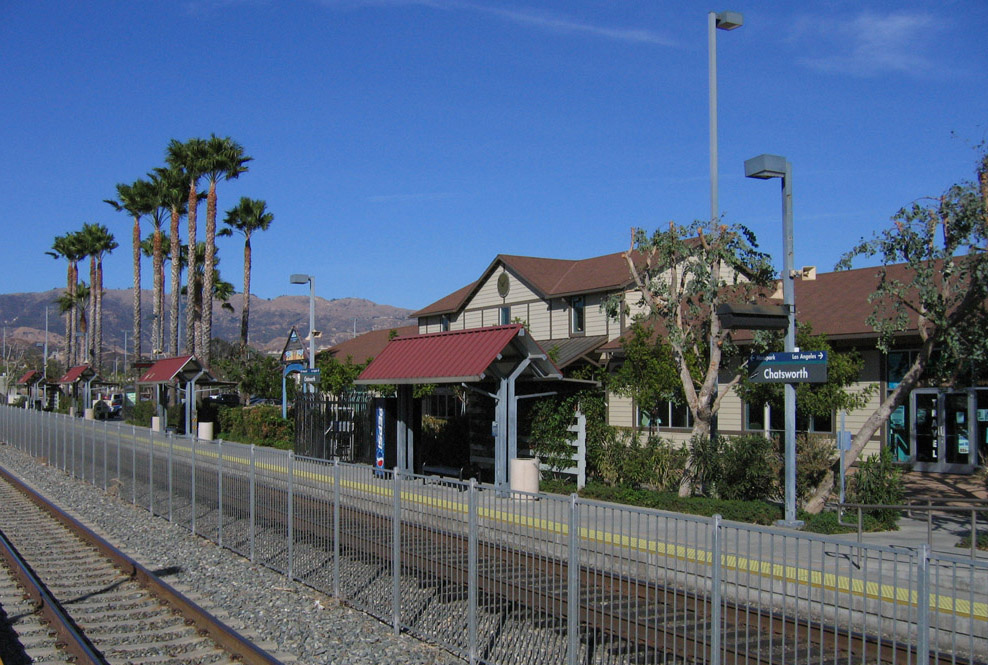
Gare de Chatsworth.
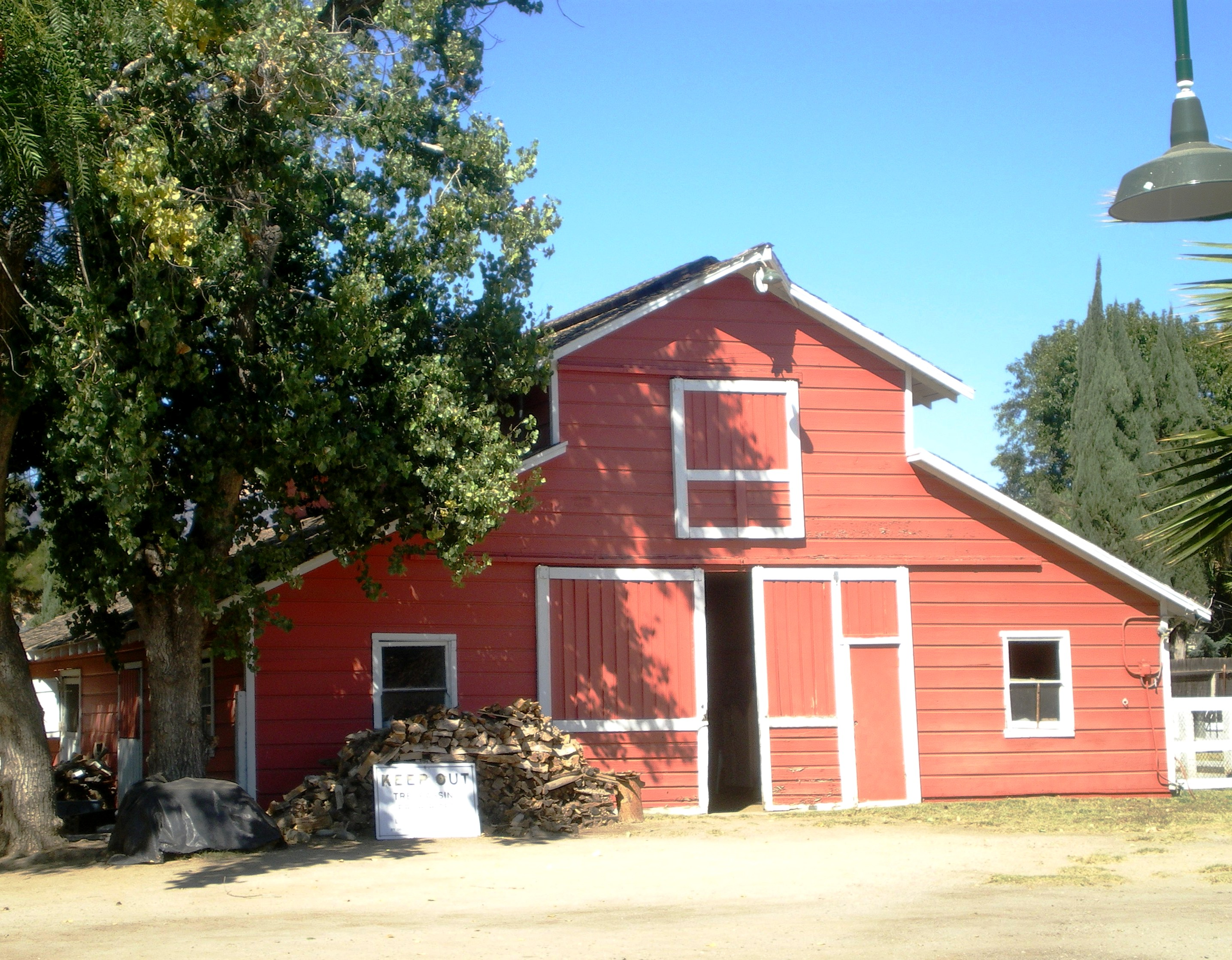
Ancienne ferme classée monument historique.
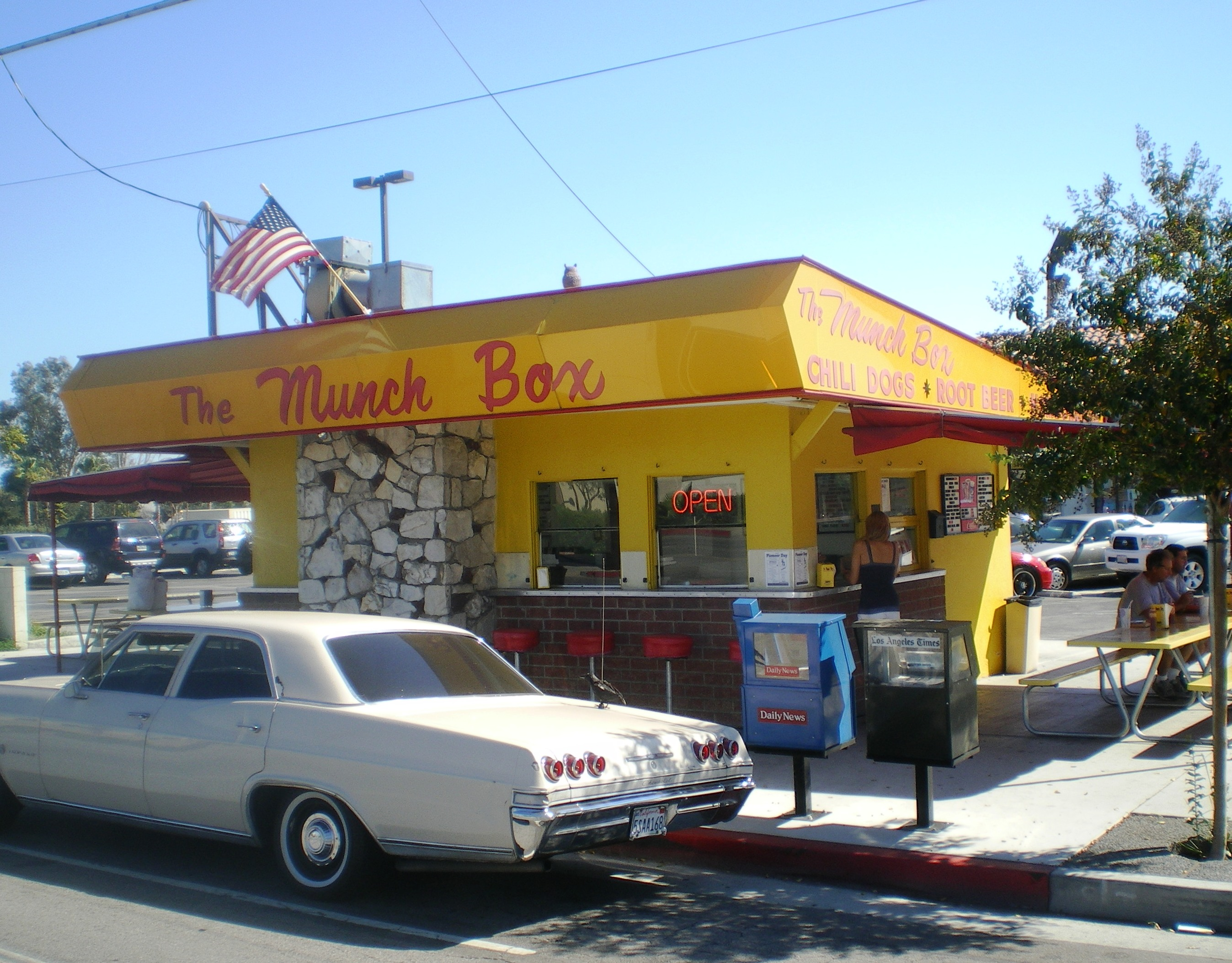
The Munch Box.

## Bâtiments
- Ranch Iverson
- Spahn Ranch